# 鎌田功
鎌田 功（かまた いさお、1949年5月8日 - ）は、日本の俳優。藤プロダクション所属。以前は東映アカデミーを経て東映俳優部に所属していた。
身長168cm。体重72kg。

## 出演作品

### テレビドラマ

#### 日本テレビ
- 星雲仮面マシンマン（1984年）
  - 第5話「三億円の切手泥棒」 - 整備員
  - 第20話「オクトパスの女王」 - 警備員
- 兄弟拳バイクロッサー 第13話「兄さん俺を撃て!」（1985年） - ユウイチの父
- 刑事物語'85 第20話「本庄刑事の恋人が人質!!」（1985年）
- 火曜サスペンス劇場
  - 妻の疑惑（1986年）
  - 女弁護士 高林鮎子
    - 第2作「L特急あずさ19号 逆転の殺意」（1987年）
    - 第4作「信州飯田線殺意の天竜峡」（1988年）

  - 雨月荘殺人事件（1988年）
  - 六月の花嫁シリーズ / 婚約解消殺人事件（1989年）
  - 監察医・室生亜季子
    - 第7作「もう一つの指紋」（1989年）
    - 第27作「複合死因」（2000年）

#### TBS
- Gメン'75
  - 第83話「師走-スリも走る刑事も走る」（1976年）
  - 第226話「電話魔」（1979年）
  - 第247話「午前0時の漂流死体」（1980年） - チンピラ
  - 第269話「少年とギャングの自転車レース」（1980年） - 信用金庫の行員
  - 第298話「ヌードカメラマン殺人事件」（1981年）
  - 第326話「闇の中の女子大生殺人」（1981年） - 刑務官
- 仮面ライダーシリーズ
  - 仮面ライダー (スカイライダー) 第21話「ストロンガー登場 2人ライダー対強敵2怪人」（1980年） - 井本
  - 仮面ライダーBLACK（1988年）
    - 第15話「狙われた怪奇学園」 - 小学校の宿直
    - 第48話「海に追憶の花束を」 - バス運転手

  - 仮面ライダーBLACK RX 第29話「水のない世界」、第30話「明日なき東京砂漠」（1989年） - 住民
- ザ・サスペンス / 宣告（1984年）

#### フジテレビ
- 騎馬奉行 第18話「同心、散華の賦」（1980年）
- 東映不思議コメディーシリーズ
  - バッテンロボ丸 第19話「どんなもんだい!ボクは会長」（1983年） - バスの運転手
  - ペットントン 第35話「たのしいたのしい宇宙戦争」（1984年） - 救急隊員
  - おもいっきり探偵団 覇悪怒組 第13話「魔天郎の大魔術」（1987年）
  - 有言実行三姉妹シュシュトリアン 第36話「怪人・真実一郎」（1993年） - 課長
- ライオン午後のサスペンス / 私は許さない（1984年）
- スケバン刑事
  - スケバン刑事 (ドラマ第1作)（1985年）
    - 第8話「女高生モデル殺人事件」
    - 第23話「恐るべき死の爆弾人形!!」

  - スケバン刑事II 少女鉄仮面伝説（1985年 - 1986年） - 宮本
- 金曜女のドラマスペシャル / 京都愛人旅行殺人事件（1987年）
- 少女コマンドーIZUMI 第3話「三人のターミネーター」（1987年） - 警備員
- 男と女のミステリー / 母ーちゃん（1988年）
- 世にも奇妙な物語「こけし谷」（1991年）
- 大人は判ってくれない / 「タクシー」（1992年）

#### テレビ朝日
- 特別機動捜査隊 第777話「とめてくれるなおっ母さん」（1976年）
- 特捜最前線
  - 第87話「母・殺意のカンバス!」（1978年）
  - 第113話「若者狩り・恐怖のラブレター!」（1979年）
  - 第133話「六法全書を抱えた狼!」（1979年）
  - 第159話「ポルノ雑誌殺人事件!」（1980年）
  - 第166話「それは、職務質問から始まった!」（1980年）
  - 第186話「東京、殺人ゲーム地図!」（1980年）
  - 第188話「プラットホーム転落死事件!」（1980年）
  - 第193話「老刑事 鈴を追う!」（1981年）
  - 第210話「特命ヘリ102応答せず!」（1981年）
  - 第212話「地図を描く女!」（1981年）
  - 第219話「鉢植えを抱えた17才!」（1981年）
  - 第225話「チワワを連れた犯罪者!」（1981年）
  - 第228話「通り魔・あの日に帰りたい!」（1981年）
  - 第231話「十字路・ビラを配る女!」（1981年）
  - 第234話「リンチ経営塾・消えた父親たち!」（1981年）
  - 第243話「トランプ殺人事件の謎?!」（1981年）
  - 第251話「午後10時13分の完全犯罪!」（1982年）
  - 第255話「張り込み 顔を消した女!」（1982年）
  - 第268話「壁の向うの眼!」（1982年）
  - 第280話「黙秘する女!」（1982年）
  - 第301話「万引き少女の日記!」（1983年）
  - 第309話「撃つ女!」（1983年）
  - 第320話「特命ヘリ緊急発進!」（1983年）
  - 第328話「カラスと呼ばれた女!」（1983年）
  - 第343話「汚職官僚の妻!」（1983年）
  - 第358話「単身赴任殺人事件!」（1984年）
  - 第374話「真夜中の殺人エレベーター!」（1984年）
  - 第385話「新幹線出張殺人!」（1984年）
  - 第401話「盲導犬バロン号の追跡!」（1985年）
  - 第402話「雪明りの証言者!」（1985年）
  - 第426話「海外特派員殺人ミステリー!」（1985年）
  - 第431話「単身赴任・妻たちの犯罪パーティー!」（1985年）
  - 第435話「特命課・吉野刑事の殉!」（1985年）
  - 第440話「結婚したい女・ハイミスOLの報復!」（1985年）
  - 第447話「約束・消えた女囚!」（1986年）
  - 第453話「不倫!? 紅林刑事が愛した女!」（1986年）
  - 第457話「終着駅の女II 上野駅・徳永礼子の犯罪!」（1986年）
  - 第464話「埋み火・闇に濡れる哀切のルージュ!」（1986年）
  - 第467話「死体彷徨・水の殺人トリック!」（1986年）
  - 第473話「原宿・ハウスマヌカン夢芝居!」（1986年）
  - 第480話「殺人志願! 少女、18歳の熱い夏」（1986年）
  - 第489話「連続誘拐・心臓移植の少女!」（1986年）
  - 第492話「女装殺人・男たちのレイ・オフ!」（1986年）
  - 第501話「殺人警察犬MAX」（1987年）
  - 第504話「早春の伊豆・迷路に墜ちた愛」（1987年）
  - 第507話「桜井警部補・哀愁の十字架」（1987年）
- 非情のライセンス 第3シリーズ 第14話「兇悪のマイホーム・連続身代り殺人」（1980年）
- 生徒諸君! 第9話「モナリザの涙」（1980年）
- スーパー戦隊シリーズ
  - 大戦隊ゴーグルファイブ 第18話「大人が消える日」（1982年） - バス運転手
  - 科学戦隊ダイナマン 第24話「恐怖の彗星大接近」（1983年） - 宇宙科学センター所員
  - 超獣戦隊ライブマン（1988年）
    - 第14話「ナベ男勇介の叫び」 - バス運転手
    - 第27話「娘よ! ギガ計画を射て」 - みどり幼稚園バス運転手（ジンマー人間体）

  - 高速戦隊ターボレンジャー 第11話「爆発! ウーラー街道!」（1989年） - 伊藤（バス運転手）
  - 電磁戦隊メガレンジャー 第35話「のりきれ! メガシルバー最大の危機」（1997年） - 医師
  - 未来戦隊タイムレンジャー 第12話「星に願いを」（2000年） - 美術商
  - 爆竜戦隊アバレンジャー（2003年）
- メタルヒーローシリーズ
  - 宇宙刑事ギャバン 第20話「なぞ?の救急病院! 人類の大滅亡が迫る」（1982年）
  - 宇宙刑事シャリバン（1983年）
    - 第1話「幻夢」 - 警備員
    - 第9話「ビックリハウスは幻夢町0番地」
    - 第12話「異星人のほほえみ マイフレンド作戦」 - 記者
    - 第17話「新型二階だてバスのふしぎな異次元旅行」

  - 宇宙刑事シャイダー 第7話「見たかギャル変幻」（1984年） - 香取教授の助手
  - 巨獣特捜ジャスピオン
    - 第11話「グェッ! ツクバの巨大ガマ大行進」（1985年） - 教師
    - 第40話「リッチマン作戦・ダイヤ流星群の謎」（1986年）
    - 第45話「おれはサタンゴースの息子だ」（1986年）

  - 時空戦士スピルバン（1986年）
    - 第8話「ダイアナの怒り・涙・ほほえみ」 - トラック運転手
    - 第32話「ママをもどして! 恐怖の緑パニック」

  - 特警ウインスペクター 第28話「飛べ! 優子号」（1990年） - タクシー運転手
- 西部警察 PART-III 第56話「帰って来た逃亡者」（1984年）
- 土曜ワイド劇場
  - 西村京太郎トラベルミステリー
    - 第5作「東北新幹線殺人事件」（1984年）
    - 第6作「寝台特急「北陸」殺人事件」（1985年）
    - 第16作「寝台特急〈ブルートレイン〉八分停車」（1989年）
    - 第17作「山陽・東海道殺人ルート」（1990年）
    - 第19作「L特急踊り子号殺人事件」（1991年）
    - 第38作「オリエント急行殺人事件」（2003年） - 刑事

  - 家路の果て（1985年）
  - 西村京太郎トラベルサスペンス / 特急しおかぜ四国殺人ルート（1990年）
  - 終着駅シリーズ
    - 第1作「終列車」（1990年）
    - 第12作「夜行列車」（2000年） - 鑑識員

  - 松本清張作家活動40年記念『霧の旗』（1991年）
  - 私兵刑事 トリカブト殺人の謎（1993年）
  - 旅役者葵長五郎（1995年）
  - 日舞名門-家元相続殺人事件!（2002年）
- ニュードキュメンタリードラマ昭和 松本清張事件にせまる / 「東條英機暗殺の夏」（1984年）
- 大都会25時 第1話「ホテトル嬢が見た夢は」（1987年）
- はぐれ刑事純情派
  - 第1シリーズ（1988年）
  - 第2シリーズ（1989年）
    - 第1話「安浦刑事ハワイに出張す! 初恋の女の完全犯罪」
    - 第8話「能登の人妻から来た手紙」
    - 第10話「古都金沢・時効四日前の女」

  - 第4シリーズ（1991年）
    - 第18話「密室の犯罪・美しき女医の診察室」
    - 第27話（最終回）「安浦刑事ドイツに出張す 東京〜ベルリン贋作名画殺人ルート」

  - 第5シリーズ 第23話「盗まれた遺書・自分をなおせなかった男」（1992年）
  - 第6シリーズ 第1話「ハワイ女3人卒業旅行東京〜ホノルル、産婦人科女医の犯罪!?」（1993年）
  - 第7シリーズ 第8話「悲しい酒! 女艶歌歌手の野望」（1994年）
  - 第9シリーズ 第24話「京都逃避行・宝くじを買う女」（1996年）
  - 第12シリーズ（1999年）
    - 第1話「南国土佐、四万十川を捨てた女!」
    - 第27話（最終回）「浄蓮の滝に立つ女!」

  - 第13シリーズ 第9話「匿名電話の女! 足音がアリバイ!?」（2000年）
  - 第15シリーズ 第1話「伊勢志摩、真珠の海に消えたふたりの女瞼の母は殺人犯!?」（2002年）
- さすらい刑事旅情編
  - さすらい刑事旅情編 第3話「函館本線小樽の女」（1988年）
  - さすらい刑事旅情編IV 第8話「函館ロマン旅行・女子大生の愛と死」（1991年）
  - さすらい刑事旅情編V 第7話「特急富士B寝台・女カメラマンの謎の死」（1992年）
- 風の刑事・東京発!
  - 第5話「完全犯罪の女!? 記念写真の謎」（1995年）
  - 第14話「北九州行き！結婚サギ師の女」（1996年）
- はみだし刑事情熱系
  - PART3 第12話「日本横断・涙の大誘拐!! 雪のアルペンルートを追え!」（1998年）
  - PART4 第11話「死なないで兵吾君!! 聖夜に響く娘の叫び」（1999年）
  - PART5 第2話「拳銃を撃たせた女! 父、娘の留学に悩む」（2000年）
- 渋谷系女子プロレス（2001年）

### テレビ番組
- ビートたけしのTVタックル（テレビ朝日） - 山崎拓

### 映画
- スケバン刑事（1987年） - 宮本
- 交通安全映画

### オリジナルビデオ
- 梶原一騎17回追悼記念作品「すてごろZANGE」（2003年）

### 舞台
- 明治座 里見浩太朗公演